# 帕爾邁拉 (伊利諾伊州)
帕尔迈拉（英語：Palmyra）是位於美國伊利諾伊州馬庫平縣的一個村落。

## 地理
帕尔迈拉的座標為39°26′02″N 89°59′44″W / 39.43389°N 89.99556°W，而該地最高點為海拔高度205米（即673英尺）。

## 人口
根據2010年美國人口普查的數據，帕尔迈拉的面積為2.59平方千米，當中陸地面積為2.59平方千米，而水域面積為0.00平方千米。當地共有人口698人，而人口密度為每平方千米269人。